# Hydrotaea maculipennis
Espèce
L'insecte Hydrotaea maculipennis est une espèce fossile de diptères du genre Hydrotaea, de la famille des Muscidae.

## Classification
L'espèce Hydrotaea maculipennis est décrite en 1937 par le paléontologue français Nicolas Théobald (1903-1981) dans sa thèse ,. 

### Fossiles
L'holotype A.1020, de l'ère Cénozoïque, et de l'époque Oligocène (33,9 à 23,03 Ma) fait partie de la collection personnelle de Nicolas Théobald.

### Étymologie
L'épithète spécifique maculipennis signifie en latin « stylo ».

## Description

### Caractères
La diagnose de Nicolas Théobald en 1937, : 

« Insecte noirâtre, ailes enfumées, avec taches foncées. Tête large, transversale ; deux gros yeux à facettes, contigus, débordent sur la face ventrale ; poils fins et grosses soies sur les côtés et à l'arrière ; antennes avec arista filiforme. Thorax noir, porte des poils fins, ainsi qu'un grand nombre de soies ou macrotriches. Pattes velues ; cuisses portant des soies ; tibia II avec une soie interne et deux soies terminales, protarse III (Ier article du tarse) avec deux à trois rangées de grosses soies, surtout au delà du milieu, deux soies terminales. Ailes enfumées avec taches brunes ; 1 tache stigmale vers le milieu du bord antérieur de l'aile, 1 tache en croissant vers l'extrémité, 1 petite tache très fine au sommet antérieur et extérieur de la cellule discoïdale, la nervure discoïdale est légèrement ondulée ; C avec macrotriches visibles, microtriches entre les cellules. Abdomen noir, arrondi, velu, soies à l'extrémité et sur les bords. ».

### Dimensions
La longueur totale est de 7,5 mm ; la tête a une longueur de 1,75 mm et une largeur de 1,75 mm ; le thorax a une longueur de 3 mm et une largeur de 2,75 mm ; l'abdomen a une longueur de 2,75 mm et une largeur de 2,75 mm ; l'aile a une longueur de 7,25 mm et une largeur de 2,75 mm.

### Affinités
Par la nervation de l'aile et la structure de la tête, l'insecte appartient aux Anthomyiidés, Nicolas Théobald l'a rapproché du genre Hydrotaea, sans être totalement affirmatif.

## Galerie

Hydrotaea maculipennis en 1937 par Nicolas Théobald holotype éch. A1020 diptères du Stampien d'Aix-en-Provence.
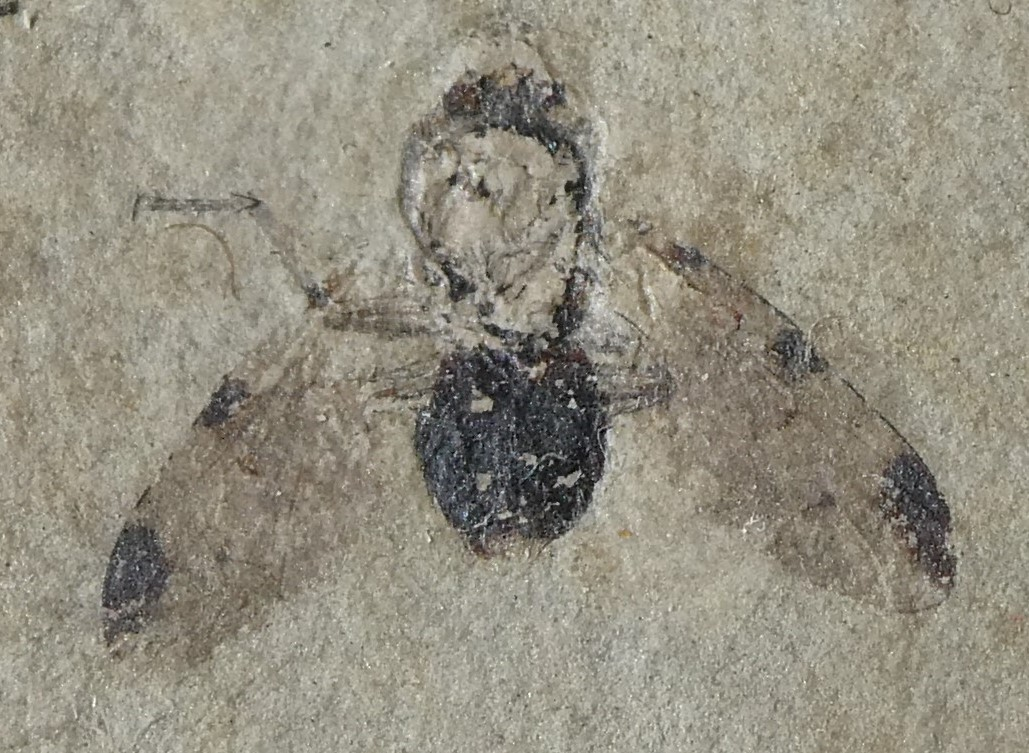
zoom de l'holotype
- holotype éch. A1020.

### Publication originale
- [1937] Nicolas Théobald, « Les insectes fossiles des terrains oligocènes de France 473 p., 17 fig., 7 cartes,13 tables, 29 planches hors texte », Bulletin Mensuel de la Société des Sciences de Nancy et Mémoires de la Société des sciences de Nancy, Imprimerie G. Thomas,‎ 1937, p. 1-473 (ISSN 1155-1119 et 2263-6439, OCLC 786027547). .